# 드로네다론
드로네다론(Dronedarone, 개발코드명 SR33589)은 항부정맥제다. 프랑스 사노피 어벤티스사가 멀택(Multaq)이란 상표명으로 시판중이다.

## 역사
2009년 7월 2일 미국 FDA가 시판을 허가했다.
멀택은 전세계 37개국, 551개 센터에서 심방세동 환자 4,628명을 대상으로 진행된 아테나(ATHENA) 임상시험 결과, 심혈관질환에 의한 입원율과 사망률을 24%까지 감소시킨 것으로 나타났다.
2010년 6월 23일 한국에서 멀택 판매를 시작했다.
2013년 4월 16일 한국의 건강보험 보험급여목록에 신규 등재되었다.
2016년 6월 1일 한국의 건강보험 적용대상이 기저 심질환이 없는 환자에게까지 확대되었다.

## 효능
멀택은 기존 항부정맥제인 아미오다론(상표명 코다론)과 구조는 비슷하지만, 심장, 갑상선 등 조직 독성 부작용이 적은 것이 특징이다.

## 가격
멀택은 2009년 말 영국에서 "기존 약에 비해 효과는 떨어지면서 비용은 상당히 비싸다"는 국립보건임상연구원(NICE)의 예비 권고를 받았다. 영국에서 멀택의 1일 투약 비용이 아미오다론의 45배에 이르는 2.25마르크(3,857원)였다.

## 부작용
미국의 멀택 라벨에는 심부전 환자는 사망을 포함해 심각한 합병증이 나타날 수 있다는 최고수준의 블랙박스 경고문이 표시돼 있다.
미국 FDA는 70대의 두 여성환자가 멀택이 투여된지 각각 4.5개월과 6개월만에 심한간부전이 발생해 간이식 수술을 받았다고 밝히고, 이들은 간기능이 이처럼 급속도로 악화될 다른 이유가 없었다고 말했다.
팔라스(PALLAS) 임상시험은 65세 이상의 영속성 심방세동(6개월 이상의 심방세동)인 전세계 1만명 이상의 환자에게 현재의 승인용량(400mg)에 의한 효과를 검토했다. 임상시험은 2010년 계획되었지만, 뇌졸중, 전신성 색전, 심근경색 또는 사망 등의 부작용이 2배 이상 발생하여, 2011년 7월 연구가 조기 종료됐다. 팔라스 임상시험(임상3상연구) 결과, 미국 FDA로부터 심부전, 뇌졸중 및 사망 위험을 높일 수 있다는 경고를 받았다.
미국 FDA는 다음의 경우에 사용금지를 권고했다.
- 6개월 이상 심방세동이 지속된 영구적 심방세동 환자
- 혈역학적으로 불안정한 상태의 환자
- 좌심실수축기능부전, 심부전을 가진 환자나 심부전 기왕력이 있는 환자
- 과거 아미오다론 복용으로 인한 간이나 폐 독성이 있는 환자